# Pallium (liturgie)

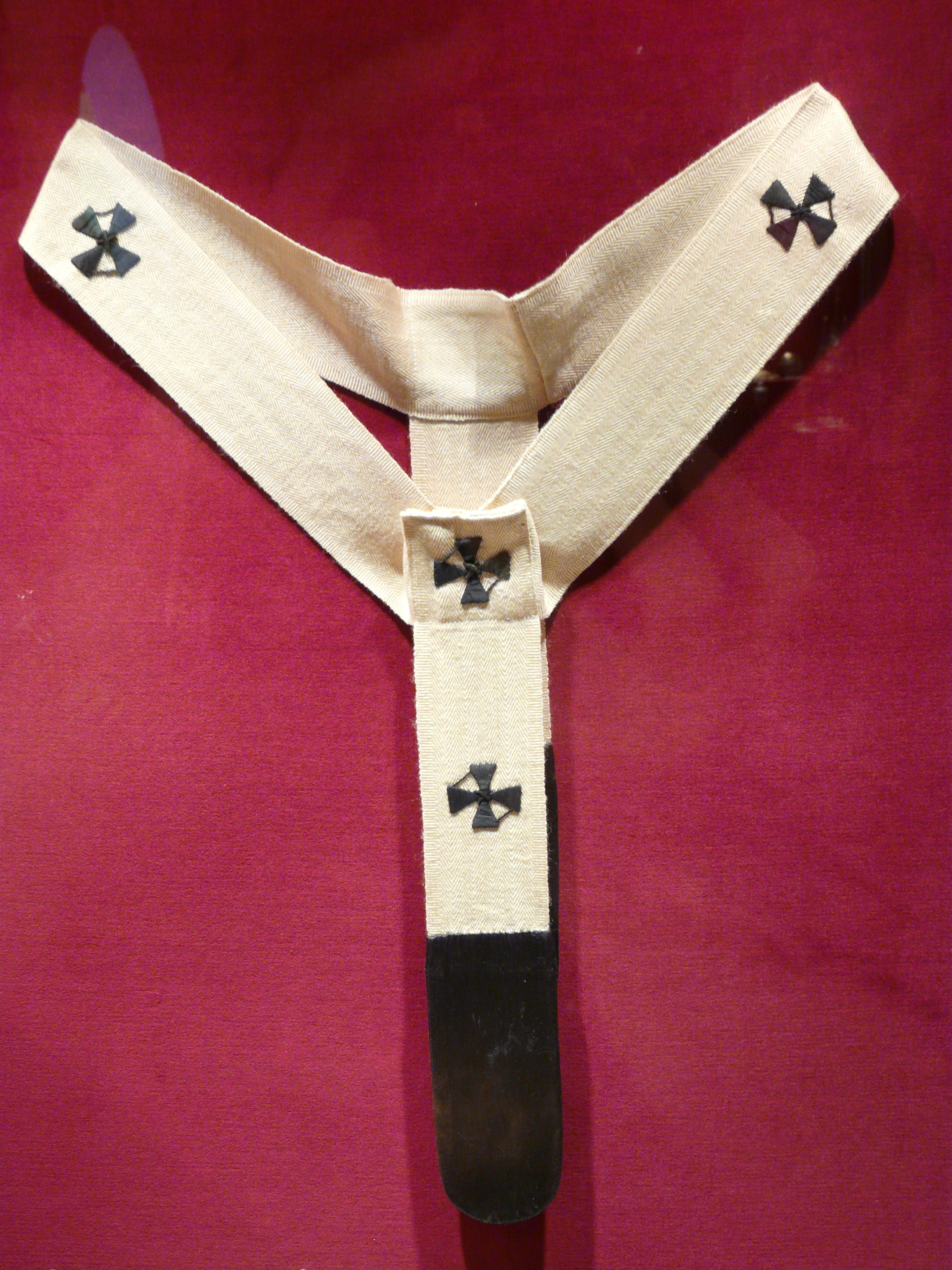
Een pallium

Het pallium (van het Latijn voor mantel) is een onderdeel van de liturgische kledij in de Rooms-katholieke en de Anglicaanse Kerk. Het pallium is vaak cirkelvormig, wordt gedragen om de hals en over de kazuifel en heeft twee afhangende banden aan de voor- en achterkant. De witte band is voorzien van zwarte kruisen.
Het pallium behoort oorspronkelijk bij de paus, maar wordt door hem aan metropolieten en primaten gegeven als een symbool van hun bevoegdheid, gedelegeerd aan hen door de Heilige Stoel. Het wordt door de paus gezegend en is een teken van verbondenheid met de Kerk van Rome (communio cum Ecclesia romana).
In de orthodoxe kerken wordt een omoforion, gelijkend op het pallium maar met een andere vorm en geschiedenis, gedragen.

## Ontstaansgeschiedenis

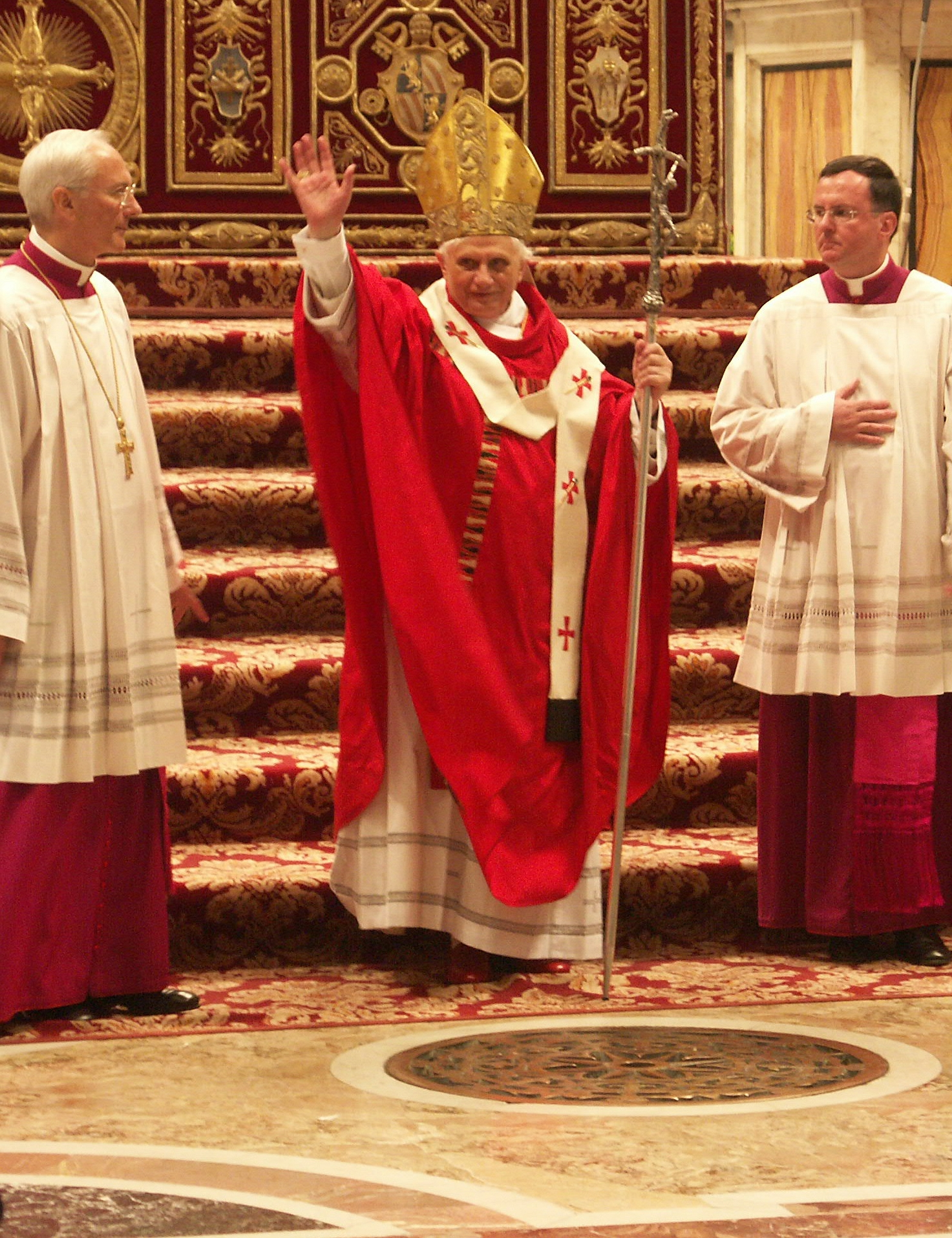
Benedictus XVI met een pallium om zijn hals
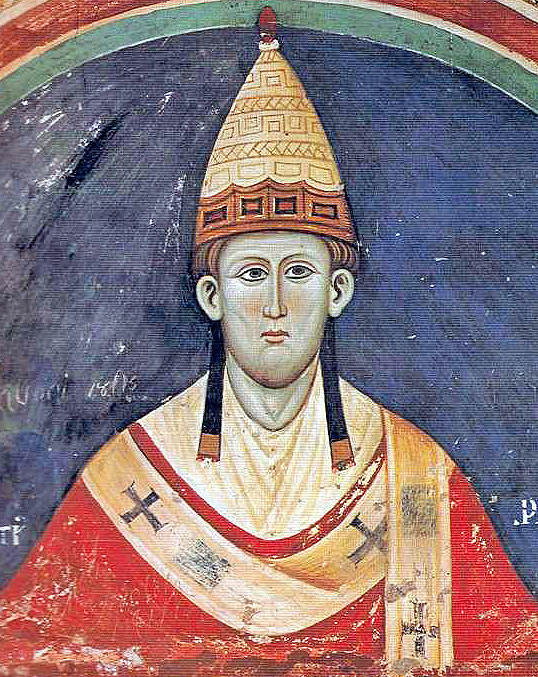
Paus Innocentius III met een V-vorming pallium
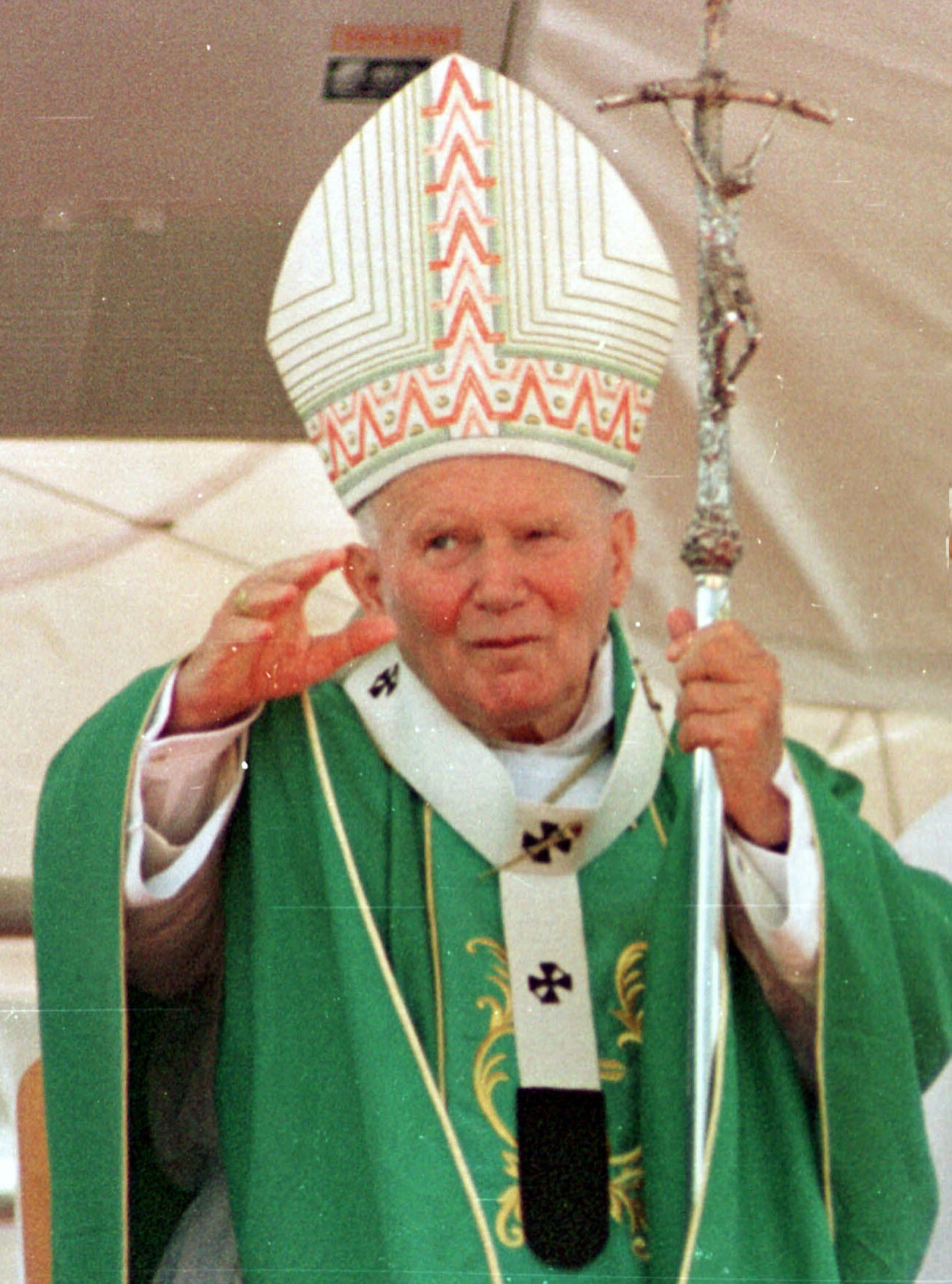
Paus Johannes-Paulus II droeg een pallium van een andere vorm

Het pallium is het restant van een witte over de kleding heengeslagen mantel. In latere eeuwen werd het pallium gevouwen over de kleding gedragen en uiteindelijk bleef een vijf centimeter brede band over. Terwijl het pallium kromp, bleven de symbolische waarde en het aanzien behouden.
Het pallium is ontleend aan de omoforion, een koormantel die al in de eerste eeuwen van onze jaartelling in de oosterse kerken werd gedragen. In de vierde eeuw droegen de pausen al een pallium en verleenden zij dit aan andere priesters. In de elfde eeuw werd het pallium een attribuut van aartsbisschoppen en symbool van hun verbondenheid met Rome. Paus Innocentius III verbood de aartsbisschoppen om zich, zonder dat zij een eed van trouw aan de paus hadden afgelegd en het pallium van hem hadden ontvangen, aartsbisschop te noemen.
Het pallium wordt ook door de aartsbisschoppen van oosterse kerken en de Anglicaanse Kerk gedragen. In dat laatste geval is er geen relatie met de Kerk van Rome.

## Katholieke aartsbisschoppen
Het pallium wordt gemaakt van de wol van twee lammeren die op het feest van de heilige Agnes, 21 januari, aan de paus worden aangeboden. Het staat symbool voor het schaap (gelovigen) dat door de herder (in dit geval de paus) wordt gedragen.
De pallia worden neergelegd in de kist die te zien is in de Confessio van de Sint-Pieter te Rome. Het ligt dus dicht tegen de begraafplaats van Petrus aan, waarmee wordt aangegeven dat ze vanuit het centrum van de Kerk gegeven worden.
Het pallium wordt gedragen door metropoliete aartsbisschoppen maar kan tevens, als bijzonder privilege, aan bisschoppen worden verleend. Zij verkrijgen dan echter niet de met het pallium meekomende bijzondere bevoegdheden, die een aartsbisschop aan het bezit van zijn pallium ontleent. Om de band van de wereldkerk met de paus nog nadrukkelijker te maken krijgen zij het pallium uit handen van de paus, tijdens een plechtige Heilige Mis op het Hoogfeest van de Heilige Petrus en Paulus, 29 juni.
Het is ondoenlijk om alle aartsbisschoppen daar bijeen te brengen en daarom zal de kardinaal-protodiaken ook pallia aan gevolmachtigden overhandigen.
De pasbenoemde aartsbisschop vraagt (hij is verplicht om dat binnen drie maanden te doen) de paus in een Latijnse formule om een pallium. De formule luidt:
"Ego (nomen) electus ecclesiae (diocese) instanter, instantivs, instantissime peto mihi tradi et assignari Pallivm de corpore Sancti Petri sumptum in quo est plentitudo pontificalis officii"
(Latijn:" Ik (naam), de gekozene van de kerk in ( naam van het aartsbisdom), vraag met spoed, veel spoed, de grootst mogelijke spoed, om het verlenen en overhandigen van het Pallium genomen van het lichaam van de Heilige Petrus en waarin heel de bisschoppelijke waardigheid schuilt").
De term "heel de bisschoppelijke waardigheid" duidt op de bevoegdheden en de rechtsmacht van de aartsbisschop over de aan hem ondergeschikte suffragaan bisschoppen die op hun beurt slechts een deel van de bisschoppelijke bevoegdheden bezitten.
De bepalingen in het Codex Iuris Canonici over het pallium zijn streng en nauwkeurig geformuleerd. Bij verlies van het laatstverleende pallium of overplaatsing naar een ander aartsbisdom moet een nieuw pallium worden gevraagd.
Een metropoliete zetel is de zetel van de aartsbisschop, die tevens het belangrijkste bisdom is van een kerkprovincie. Het aartsbisdom Utrecht en Mechelen-Brussel zijn zo'n metropoliete zetels. In Duitsland zijn Hamburg en Keulen zulke zetels.
Het pallium mag alleen gedragen worden in de eigen kerkprovincie. Alléén de paus is gerechtigd om overal zijn pallium te dragen.
Het pallium is niet overdraagbaar en wordt daarom bij de begrafenis van de overleden metropoliet meebegraven.

## Misbruik tijdens de middeleeuwen
In de middeleeuwen werd het verlenen van het pallium controversieel, omdat de pausen van de ontvanger een groot bedrag wensten te incasseren (de palliumgelden). Deze praktijken werden in 1431 op het concilie van Bazel verboden.

## Het heraldisch pallium
In de heraldiek van de Rooms-Katholieke Kerk geeft het pallium dat een plaats in het wapen krijgt het verschil tussen een regerend en een niet regerend, dus honorair, aartsbisschop aan. Het pallium laat zich door zijn vorm moeilijk in een wapen plaatsen en heeft dan ook al op veel verschillende plaatsen in wapens geprijkt; meestal hangt het onder het schild.
Dat het opgeven van het pallium in het aartsbisschoppelijke wapen de consequentie zou zijn van het aftreden van de aartsbisschop is niet in regels vastgelegd, maar het was wel de consequentie van het verlies van de door het pallium aangeduide rechtsmacht.
Ook kardinalen-aartsbisschop en patriarchen die een aartsbisdom besturen dragen een pallium in hun wapen.
In de zogenaamde geünieerde kerken, met Rome verbonden kerken met een andere, oriëntaalse, rite en een eigen heraldische traditie, zijn aartsbisschoppen aangesteld en ook deze dragen en voeren het pallium.
In de heraldiek van de Anglicaanse Kerk wordt het pallium in het wapenschild zelf opgenomen. Dat is heraldisch een goede oplossing, maar in de Roomse heraldiek is het niet toegestaan om de tekenen van de kerkelijke rang in het eigen wapenschild te plaatsen.
Heraldische figuren mogen elkaar niet afdekken en het belang van het pallium gebiedt de heraldisch tekenaar om een pallium zo te plaatsen dat het lint niet door andere elementen, zoals de voet van het processiekruis, een onderscheiding of een devies wordt afgedekt.
Hoewel het pallium bij uitstek een pauselijk insigne is, bevatte het wapen van de paus totdat de in 2005 gekozen paus Benedictus XVI werd gekozen, geen pallium. Benedictus brak met een eeuwenlange traditie en verving de tiara in zijn wapen door een mijter. Daarnaast was er de toevoeging van een pallium aan het wapen. Opvallend is dat op het pallium vier rode kruisen zijn aangebracht. Traditioneel zijn de kruisen op een pallium zwart. Op de in de Sint-Pieter genomen foto die in dit artikel is geplaatst, draagt Benedictus XVI een lang pallium met rode kruisen, met daarop gouden borduursel.
In het wapen van paus Franciscus is geen pallium meer opgenomen.

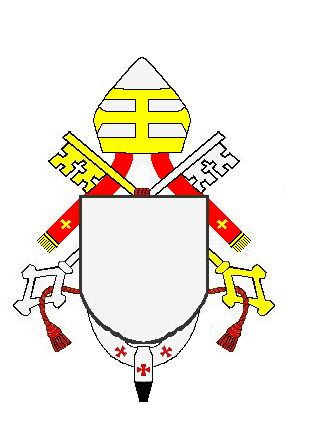
Pauselijk wapen zoals dat er tijdens het pontificaat van paus Benedictus XVI uitzag
Kardinaalswapen met pallium
Wapen van een aartsbisschop-metropoliet
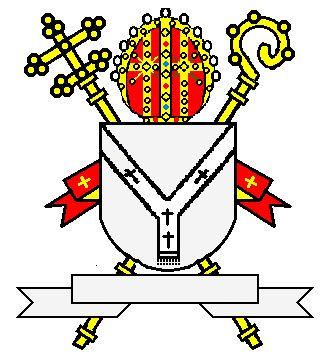
Wapen van een anglicaanse aartsbisschop met pallium